# Grove (Oklahoma)
Grove  é uma cidade localizada no estado norte-americano de Oklahoma, no Condado de Delaware.

## Demografia
Segundo o censo norte-americano de 2000, a sua população era de 5131 habitantes.
Em 2006, foi estimada uma população de 6011, um aumento de 880 (10.1%).

## Geografia
De acordo com o United States Census Bureau tem uma área de
23,4 km², dos quais 23,3 km² cobertos por terra e 0,1 km² cobertos por água. Grove localiza-se a aproximadamente 236 m acima do nível do mar.

## Localidades na vizinhança
O diagrama seguinte representa as localidades num raio de 12 km ao redor de Grove.